# International science programme
International Science Programme (ISP) är en fristående enhet vid Uppsala universitet under den teknisk- och naturvetenskapliga fakulteten. 
ISP tillhandahåller långsiktigt (i genomsnitt 20 år) finansiellt stöd, samordning och mentorskap till forskargrupper och regionala vetenskapliga nätverk i kemi, matematik och fysik vid universitet och forskningsinstitut i Afrika, Asien och Latinamerika. Syftet är att stärka den inhemska kapaciteten för forskning och högre utbildning, genom att stödja uppbyggnad och utvecklingen av aktiva och hållbara forskningsmiljöer lokalt.
Stödet är anpassat till gruppernas och nätverkens enskilda behov, och används bland annat för att utrusta laboratorier, besöka och anordna konferenser och workshops, bedriva forskarutbyte samt doktorand- och masterutbildning lokalt och med sandwich-modellen. Gruppernas och nätverkens aktiviteter genomförs i nära samarbete med en eller flera mer resursstarka forskargrupper utomlands. Dessa samarbetsgrupper är främst belägna i Sverige och Europa, men även regionalt i partnerregionerna. ISP fungerar som en länk mellan de stödda grupperna, nätverken och de samverkande institutionerna världen över. Samtliga svenska universitet har deltagit i ISP:s program.
Forskningen och aktiviteterna som bedrivs i grupperna och nätverken är av relevans för landet eller regionen i fråga, och innefattar exempelvis innovativ medicinteknik, vattenrening, solenergi, livsmedelssäkerhet, naturmedicinforskning och modellering av infektionssjukdomar. Mycket av forskningen är också av relevans för de globala målen för hållbar utveckling. 

## Historik
ISP startades 1961 av Tor Ragnar Gerholm vid Uppsala universitets institut för fysik som ett stipendieprogram kallat The International Seminar in Physics. Programmet tillhandahöll stipendier för fysikforskare från akademiska institutioner i låginkomstländer, vilka inkluderade ett akademiskt år av utbildning och forskning vid Uppsala universitet. Baserat på de goda erfarenheterna av fysikprogrammet startades ett motsvarande stipendieprogram i kemi 1970 vid namn The International Seminar in Chemistry. Stipendier till forskare, och senare även studenter, förblev fokus för organisationen fram till slutet av 1980-talet då man istället övergick till att långsiktigt stödja forskargrupper och vetenskapliga nätverk. Ett program i matematik tillkom 2002.

## Sandwich-modellen
Sandwichmodellen innebär att doktorander tillbringar en del av sin forskarutbildning vid sitt hemuniversitet, och en del på ett mer resursstarkt universitet utomlands. Modellen används med fördel när forskarutbildning inte är tillgänglig vid hemuniversitetet, eller när faciliteterna för forskning är otillräckliga. Studenterna stannar normalt 3-8 månader om året utomlands, beroende på ämnesområde och budget etc.
Fördelarna med att pendla mellan två institutioner är, enligt sandwichstudenterna själva, att de får tillgång till avancerad laboratorieutrustning och exponeras för internationella forskningsmiljöer och kulturer. Den kontinuerliga kontakten med hemlandet, universitetet och familjen är också en av de bidragande faktorerna till varför en stor del av doktoranderna från ISP-stödda grupper och nätverk stannar i sina hemländer och regioner efter examen och fortsätter att forska. En uppföljningsstudie av doktorander från 2016 visar att så många som 92 % av de doktorander som disputerat i ISP-stödda grupper och nätverk har fortsatt att vara verksamma i hemlandet och regionen efter examen, en majoritet av dessa inom akademien.
Vem som uppfann sandwichmodellen är inte klart. Hos ISP föddes den konceptuella idén redan 1967, men implementerades först i slutet av 1980-talet.

## Räckvidd och effekter
Cirka 1700 forskare och doktorander har tilldelats stipendier och forskningsbesök till Sverige och övriga världen inom ISP:s program sedan starten 1961. Totalt har 120 forskargrupper från 56 akademiska institutioner i Afrika, Asien och Latinamerika fått, och får fortfarande, stöd av ISP, liksom 27 regionala vetenskapliga nätverk. 
Effekten av varje 10 miljoner kronor som investeras i forskargrupperna och nätverken har under perioden 2003-2011 resulterat i genomsnitt i:
- 12 doktorander
- 50 masters
- 200 publicerade artiklar och konferensbidrag[6]

Icke mätbara effekter inkluderar förbättrade forskningsmiljöer genom installation, användning och underhåll av avancerad akademisk utrustning. Långvariga, vetenskapliga samarbeten och personliga relationer, uppstart av doktorand- och mastersprogram vid heminstitutionerna, liksom etablerandet av en forskningskultur och erkännande inom den internationella forskarvärlden. 

## Finansiering
ISP:s huvudsakliga finansiering kommer från den svenska staten, för närvarande genom Styrelsen för internationellt utvecklingssamarbete (Sida). Sidas finansiering har ökat från 250 000 kronor per år i början av 1960-talet till ungefär 20-35 miljoner kronor per år under 2000-talet. Andra finansiärer av ISP:s verksamhet har historiskt sett varit Direktoratet for Utviklingssamarbeid (Norad), the International Centre for Theoretical Physics (ICTP), the International Foundation for Science (IFS), The World Academy of Sciences (TWAS), Internationella atomenergiorganet (IAEA) och Förenta nationernas organisation för utbildning, vetenskap och kultur (UNESCO). 
Förutom från Sida kommer ISP:s nuvarande finansiering också från Uppsala universitet och Stockholms universitet.